# غیاث‌الدین تغلق‌شاه دوم
غیاث‌الدین تغلق‌شاه دوم فرمانروای تغلق‌شاهیان در سلطان‌نشین دهلی بود.